# Mame Diarra Bousso
Sokhna Mame Diarra Bousso (1833-1866) est née à Mboussobé Djolof. Elle est donc Djolof-Djolof au même titre que ses ancêtres côté paternel et maternel . Elle est la deuxième épouse du marabout Momar Anta Sali Mbacké et la mère de cheikh Ahmadou Bamba, chef religieux musulman, fondateur du mouridisme.
Elle est l'objet d'une haute considération et d'une dévotion particulière de la part des membres de la confrérie des mourides. Une célébration annuelle – dénommée « Magal » comme le Grand Magal de Touba – lui est dédiée à Porokhane, une localité proche de Nioro du Rip dans la région de Kaolack, où elle mourut à l'âge de 33 ans. Ce pèlerinage est le seul dédié à une femme 
au Sénégal. Il attire chaque année des milliers de disciples, surtout des femmes, qui visitent son mausolée et plusieurs autres lieux saints.